# مجتبی گلستانی
مجتبی گلستانی (۳ آذر ۱۳۶۰– ۲۸ تیر ۱۴۰۰) نویسنده، منتقد ادبی، پژوهشگر و مترجم ایرانی بود. تاریخ تولد او در شناسنامه ۲۸ شهریور ذکر شده است. درگذشت او در ۲۸ تیر ۱۴۰۰ بر اثر ابتلا به بیماری کرونا تأثیر عمیقی بر جامعهٔ ادبی گذاشت.
او در بیمارستان شهر ری و پس از سه شبانه‌روز اغما درگذشت و در قطعه نام‌آوران بهشت زهرا به خاک سپرده شد.

## زندگی و تحصیلات
مجتبی گلستانی که به سندروم تیبیا همی ملیا (نقص رشد استخوان درشت‌نی) مبتلا بود، به دلیل مشکلات روحی ناشی از توان‌خواهی تحصیلات خود را در مقطع لیسانس رشتهٔ فلسفه از دانشگاه آزاد واحد تهران شمال ناتمام گذاشت. پس از سیزده سال و به تشویق همسرش، تبسم غبیشی، مدرک کارشناسی خود را دریافت کرد و بلافاصله وارد دانشگاه علامه طباطبایی تهران شد تا مدرک فوق‌لیسانس خود را در رشتهٔ فلسفهٔ هنر دریافت کند. سپس برای تحصیل در رشتهٔ فلسفهٔ اخلاق در مقطع دکتری وارد دانشگاه قم شد. تحصیلات او به دلیل مرگ ناگهانی بر اثر ابتلا به بیماری کرونا ناتمام ماند.

## فعالیت‌ها
گلستانی پژوهش‌های خود را بر مطالعات معلولیت متمرکز ساخته بود.
او سال‌ها کارشناس ادبی برنامهٔ بوطیقا در رادیو فرهنگ بود و به نقد آثار ادبی معاصر ایران می‌پرداخت و فعالیت خود را در زمینهٔ نقد ادبی با یادداشت‌نویسی برای نشریات گوناگون ادامه داد. حضور فعال او در نشست‌های خصوصی ادبی از او چهره‌ای قدرتمند به عنوان یک منتقد ادبی معرفی کرد. او همچنین داوری چندین جایزهٔ خصوصی ادبی را نیز به عهده گرفت.

## آثار
کتاب «سوژه، نیهیلیسم و امر سیاسی؛ واسازی متون جلال آل احمد» که از سوی انتشارات نیلوفر منتشر شده است، نوشتهٔ او و کتاب «درآمدی تصویری بر اخلاق» منتشرشده توسط نشر ثالث، ترجمهٔ اوست. پس از مرگ او انتشارات کتاب فانوس کتابی از او منتشر کرد به نام «در جنگل بلوط». او دربارهٔ این کتاب گفته بود: «با ادبیات، بیشتر درگیر تجربه انضمامی زندگی می‌شوم. از تلخ‌ترین ویژگی‌های زمانه ما شاید تجربه انزوای روزافزونی باشد که همه‌مان را تا مرز خفقان و خفگی پیش برده. و این انزوا، این تک‌افتادگی، آدمی را از ساحت واقعی جهان و زیستن دور می‌کند، از باقی انسان‌های گوشت‌وخون‌دار؛ ادبیات، یعنی اختصاصاً شعر و رمان و نمایش‌نامه، کمکم می‌کند به زندگی برگردم…»